# C.B. Dollaway
Clarence Byron Dollaway, meglio conosciuto come C.B. Dollaway (Battle Creek, 10 agosto 1983), è un lottatore di arti marziali miste statunitense attualmente sotto contratto con la Ultimate Fighting Championship, nella quale combatte nella divisione dei pesi medi.

## Biografia
Dollaway, cominciò ad allenarsi nella lotta alla High School di Galion, dove divenne campione dello stato dell'Ohio nella categoria dei 77.5 Kg; successivamente si trasferì alla High School della contea di Colby dove vinse il titolo nazione JUCO. In seguito si iscrisse all'università di Tempe dove ottenne il diploma in sociologia e giurisprudenza. Dopo aver completato gli studi, continuò ad allenarsi nella lotta fino ad ottenere il quinto posto nel torneo All-American del 2006. Negli anni seguenti cominciò ad allenarsi nelle arti marziali miste, unendosi al team Power MMA and Fitness sotto la guida del vincitore del reality show The Ultimate Fighter 8 Ryan Bader.

## Carriera nelle arti marziali miste

### The Ultimate Fighter
Dollaway apparve per la prima volta nel reality show The Ultimate Fighter 7, dove sconfisse al suo primo incontro David Baggett per KO tecnico. Durante la scelta delle squadre, Quinton Jackson scelse proprio Dollaway come primo membro del suo team. Successivamente affrontò al primo turno Nick Klein, riuscendo a sottometterlo applicando una ghigliottina; con questa vittoria passò ai quarti dove si scontro con Cale Yarbrough. Dollaway vinse ancora una volta per KO tecnico al primo round riuscendo a passare al turno successivo. Nella semi-finale affrontò Amir Sadollah, ma perse il match per sottomissione. Nonostante ciò, dopo che Jesse Taylor abbandonò il reality, il presidente Dana White decise di proporre un ulteriore incontro per decretare il secondo finalista. Dollaway si trovò quindi ad affrontare Tim Credeur, riuscendo ad ottenere una vittoria per decisione unanime e un posto nella finale del reality, dove dovette riaffrontare Amir Sadollah. Ancora una volta venne sconfitto con un armbar, ma nel post-fight lo stesso Dollaway dichiarò che in effetti non chiese la resa ma fu soltanto una svista arbitrale.

### Ultimate Fighting Championship
Dopo aver perso alla finale del reality show The Ultimate Fighter, gli venne offerto un ulteriore incontro con Jesse Taylor ad UFC Fight Night: Silva vs. Irving. Dollaway vinse l'incontro applicando la rarissima Peruvian necktie, e con essa ottenne per la prima volta il riconoscimenti Submission of the Night.
Nel 2008, a UFC 92: The Ultimate 2008, ritornò all'azione contro Mike Massenzio. Al primo round Dollaway venne stordito da un poderoso pugno e chiuso nella ghigliottina di Massenzio, nonostante ciò, anche grazie alle sue ottime doti di grappler, riuscì a liberarsi dalla morsa dell'avversario e a cingerlo alle spalle; da questa posizione mandò a segno numerosi colpi alla testa costringendo l'arbitro a fermare l'incontro, dichiarando così Dollaway vincitore. Quest'ultimo celebrò la vittoria usando le movenze del suo ex coach Quinton Jackson.
Ad UFC 100 disputò il suo quarto match ufficiale nella promozione americana, contro Tom Lawlor. Nei primi secondi dell'incontro Dollaway riuscì a portare al tappeto l'avversario con un ottimo takedown, ma rapidamente Lawlor si avvinghiò al collo riuscendo a connettere con una ghigliottina. Durante questo segmento, Lawlor fece notare all'arbitro che Dollaway aveva perso conoscenza il che portò proprio l'arbitro a terminare il match per sottomissione tecnica, a soli 55 secondi del primo round.
A settembre del 2009 doveva affrontare Dan Miller all'evento UFC Fight Night: Diaz vs. Guillard. Tuttavia, Miller diede forfait a causa di un'infezione venendo in seguito sostituito da Jay Silva. Dollaway vinse per decisione unanime dominando l'intero incontro grazie alle sue abilità di lotta. Mentre a febbraio del 2010, a UFC 110: Nogueira vs. Velasquez, vinse nuovamente per decisione unanime contro Goran Reljic, con un punteggio per tutti e tre i giudici di 29-28.
A settembre dello stesso anno affrontò Joe Doerksen per l'evento UFC 119: Mir vs. Cro Cop. In questo incontro, Dollaway dimostrò le sue grandi doti da grappler, riuscendo a passare da un armbar ad un tentativo di ghigliottina; infine riuscì a concludere il match passando dalla posizione montata ad una Peruvian Necktie costringendo Doerksen alla resa. Con questa vittoria ottenne per la seconda volta il bonus Submission of the Night.
A marzo del 2011 dovette scontrarsi con Mark Muñoz all'evento UFC Live: Sanchez vs. Kampmann, perdendo l'incontro per KO per la prima volta nella sua carriera a soli 54 secondi del primo round. Successivamente venne sconfitto per KO tecnico da Jared Hamman ad agosto dello stesso anno.
Il 26 maggio del 2012 a UFC 146: Dos Santos vs. Mir affrontò Jason Miller. In questo match neutralizzò i colpi di Miller e riuscì a controllare l'intero incontro al tappeto. Nel post-fight Dollaway dichiarò che questa vittoria fu una delle più importanti della sua carriera e di essere molto contento della sua performance all'evento. Tuttavia molti fan delle promozione non furono contenti dell'approccio avuto da Dollaway, che infatti dominò l'incontro al tappeto senza però portare a segno colpi significativi.
A gennaio del 2013 a UFC on FX: Belfort vs. Bisping, sconfisse Daniel Sarafian in uno spettacolare incontro che portò ad ottenere il premio Fight of the Night. A maggio avrebbe dovuto vedersela con Cézar Ferreira, ma si infortunò e venne sostituito da Chris Camozzi.
Ripresosi dall'infortunio, torno ad ottobre per l'evento UFC 166: Velasquez vs. Dos Santos 3, per affrontare Tim Boetsch sostituendo l'infortunato Luke Rockhold. Nonostante abbia dominato quasi l'intero incontro perse per decisione non unanime, venendo penalizzato con la sottrazione di 1 punto per continui colpi irregolari agli occhi di Boetsch.
A marzo del 2014 si scontrò con Cézar Ferreira nell'evento UFC Fight Night: Shogun vs. Henderson 2, riuscendo ad ottenere la vittoria per KO al primo round. Mentre a maggio sfidò Francis Carmont a UFC Fight Night: Munoz vs. Mousasi, dove vinse ancora una volta per decisione unanime, ottenendo anche il premio Performance of the Night.
In dicembre affrontò l'ex campione dei pesi mediomassimi Lyoto Machida all'evento UFC Fight Night: Machida vs. Dollaway nel suo primo main event in UFC: Dollaway venne velocemente sconfitto per KO.
Ad aprile del 2015 subì un'altra sconfitta per decisione unanime contro l'inglese Michael Bisping. Mentre a dicembre affrontò il vetarano Nate Marquardt. Nella seconda ripresa dell'incontro, Dollaway durante un attacco molto aggressivo ai danni del suo avversario venne colpito in pieno volto con un gancio destro, venendo così sconfitto per KO.
Il 10 settembre del 2016 doveva affrontare Francimar Barroso all'evento UFC 203, in un match valido per la categoria dei pesi mediomassimi. Tuttavia, il giorno dell'evento, Dollaway ebbe un incidente all'interno di un ascensore guasto che gli provocò un infortunio.

## Risultati nelle arti marziali miste
Gli incontri segnati su sfondo grigio si riferiscono ad incontri di esibizione non ufficiali o comunque non validi per essere integrati nel record da professionista.
| Risultato | Record | Avversario      | Metodo                               | Evento                                                     | Data              | Round | Tempo | Luogo                      | Note                                         |
| --------- | ------ | --------------- | ------------------------------------ | ---------------------------------------------------------- | ----------------- | ----- | ----- | -------------------------- | -------------------------------------------- |
| Sconfitta | 15-8   | Nate Marquardt  | KO (pugno)                           | UFC on Fox: dos Anjos vs. Cerrone 2                        | 19 dicembre 2015  | 2     | 0:28  | Orlando, Stati Uniti       |                                              |
| Sconfitta | 15-7   | Michael Bisping | Decisione (unanime)                  | UFC 186: Johnson vs. Horiguchi                             | 25 aprile 2015    | 3     | 5:00  | Montréal, Canada           |                                              |
| Sconfitta | 15-6   | Lyoto Machida   | KO Tecnico (calcio al corpo e pugni) | UFC Fight Night: Machida vs. Dollaway                      | 20 dicembre 2014  | 1     | 1:02  | Barueri, Brasile           |                                              |
| Vittoria  | 15-5   | Francis Carmont | Decisione (unanime)                  | UFC Fight Night: Munoz vs. Mousasi                         | 31 maggio 2014    | 3     | 5:00  | Berlino, Germania          | Performance of the Night                     |
| Vittoria  | 14-5   | Cézar Ferreira  | KO (pugni)                           | UFC Fight Night: Shogun vs. Henderson 2                    | 23 marzo 2014     | 1     | 0:39  | Natal, Brasile             |                                              |
| Sconfitta | 13-5   | Tim Boetsch     | Decisione (non unanime)              | UFC 166: Velasquez vs. dos Santos 3                        | 19 ottobre 2013   | 3     | 5:00  | Houston, Stati Uniti       |                                              |
| Vittoria  | 13-4   | Daniel Sarafian | Decisione (non unanime)              | UFC on FX: Belfort vs. Bisping                             | 19 gennaio 2013   | 3     | 5:00  | San Paolo, Brasile         | Fight of the Night                           |
| Vittoria  | 12-4   | Jason Miller    | Decisione (unanime)                  | UFC 146: dos Santos vs. Mir                                | 26 maggio 2012    | 3     | 5:00  | Las Vegas, Stati Uniti     |                                              |
| Sconfitta | 11-4   | Jared Hamman    | KO Tecnico (pugni)                   | UFC Live: Hardy vs. Lytle                                  | 14 agosto 2011    | 2     | 3:38  | Milwaukee, Stati Uniti     |                                              |
| Sconfitta | 11-3   | Mark Muñoz      | KO (pugni)                           | UFC Live: Sanchez vs. Kampmann                             | 3 marzo 2011      | 1     | 0:54  | Louisville, Stati Uniti    |                                              |
| Vittoria  | 11-2   | Joe Doerksen    | Sottomissione (ghigliottina)         | UFC 119: Mir vs. Cro Cop                                   | 25 settembre 2010 | 1     | 2:13  | Indianapolis, Stati Uniti  | Submission of the Night                      |
| Vittoria  | 10-2   | Goran Reljić    | Decisione (unanime)                  | UFC 110: Nogueira vs. Velasquez                            | 21 febbraio 2010  | 3     | 5:00  | Sydney, Australia          |                                              |
| Vittoria  | 9-2    | Jay Silva       | Decisione (unanime)                  | UFC Fight Night: Diaz vs. Guillard                         | 16 settembre 2009 | 3     | 5:00  | Oklahoma City, Stati Uniti |                                              |
| Sconfitta | 8-2    | Tom Lawlor      | Sottomissione tecnica (ghigliottina) | UFC 100                                                    | 11 luglio 2009    | 1     | 0:55  | Las Vegas, Stati Uniti     |                                              |
| Vittoria  | 8-1    | Mike Massenzio  | KO Tecnico (pugni)                   | UFC 92: The Ultimate 2008                                  | 27 dicembre 2008  | 1     | 3:01  | Las Vegas, Stati Uniti     |                                              |
| Vittoria  | 7-1    | Jesse Taylor    | Sottomissione (peruvian necktie)     | UFC Fight Night: Silva vs. Irvin                           | 19 luglio 2008    | 1     | 3:58  | Las Vegas, Stati Uniti     | Submissione of the Night                     |
| Sconfitta | 6-1    | Amir Sadollah   | Sottomissione (armbar)               | The Ultimate Fighter: Team Rampage vs. Team Griffin Finale | 21 giugno 2008    | 1     | 3:02  | Las Vegas, Stati Uniti     | Torneo dei Pesi Medi TUF 7, Finale           |
| Vittoria  | NU     | Tim Credeur     | Decisione (unanime)                  | The Ultimate Fighter 7                                     |                   | 3     | 5:00  | Las Vegas, Stati Uniti     | Torneo dei Pesi Medi TUF 7, Ripescaggio      |
| Sconfitta | NU     | Amir Sadollah   | Sottomissione (armbar)               | The Ultimate Fighter 7                                     |                   | 3     | 2:50  | Las Vegas, Stati Uniti     | Torneo dei Pesi Medi TUF 7, Semifinale       |
| Vittoria  | NU     | Cale Yarbrough  | KO Tecnico (colpi)                   | The Ultimate Fighter 7                                     |                   | 1     | 2:43  | Las Vegas, Stati Uniti     | Torneo dei Pesi Medi TUF 7, Quarti di finale |
| Vittoria  | NU     | Nick Klein      | Sottomissione (ghigliottina)         | The Ultimate Fighter 7                                     |                   | 2     | 2:41  | Las Vegas, Stati Uniti     | Torneo dei Pesi Medi TUF 7, Secondo turno    |
| Vittoria  | NU     | David Baggett   | KO Tecnico (pugni)                   | The Ultimate Fighter 7                                     |                   | 1     | 1:29  | Las Vegas, Stati Uniti     | Torneo dei Pesi Medi TUF 7, Primo turno      |
| Vittoria  | 6-0    | Bill Smallwood  | Sottomissione (rear-naked choke)     | SE: Vale Tudo                                              | 27 ottobre 2007   | 1     |       | Messico                    |                                              |
| Vittoria  | 5-0    | Hans Marrero    | KO Tecnico (ginocchiata e pugni)     | HDNet Fights 1                                             | 13 ottobre 2007   | 1     | 1:07  | Dallas, Stati Uniti        |                                              |
| Vittoria  | 4-0    | Joe Bunch       | KO Tecnico (pugni)                   | IFO: Wiuff vs. Salmon                                      | 1 settembre 2007  | 2     | 4:31  | Las Vegas, Stati Uniti     |                                              |
| Vittoria  | 3-0    | George Hartman  | Decisione (unanime)                  | Rage in the Cage 94                                        | 28 aprile 2007    | 3     | 3:00  | Phoenix, Stati Uniti       |                                              |
| Vittoria  | 2-0    | Levi LaLonde    | KO Tecnico (pugni)                   | WFC: Desert Storm                                          | 31 marzo 2007     | 1     | 2:40  | Camp Verde, Stati Uniti    |                                              |
| Vittoria  | 1-0    | Chuck Pablo     | KO Tecnico (slam)                    | Cage Fighting Federation                                   | 10 novembre 2006  | 1     | 0:17  | Albuquerque, Stati Uniti   |                                              |